# Cranioleuca antisiensis
El curutié cariestriado (Cranioleuca antisiensis), también denominado colaespina cachetilineada (en Ecuador) o cola-espina de mejilla lineada (en Perú), es una especie de ave paseriforme de la familia Furnariidae perteneciente al numeroso género Cranioleuca. Algunos autores sostienen que la presente se divide en más de una especie. Es nativa del noroeste y oeste de Sudamérica.

## Distribución y hábitat
Se distribuye a lo largo de la cordillera de los Andes desde el suroeste de Ecuador hasta el centro oeste de Perú.

Esta especie es considerada bastante común en su hábitat natural: bosques y matorrales de montaña, también en bosques dominados por Polylepis, el grupo de subespecies antisiensis en altitudes entre 900 y 2500 m, y el grupo de subespecies baroni entre 2300 y 4000 m.

## Sistemática

### Descripción original
La especie C. antisiensis fue descrita por primera vez por el zoólogo británico Philip Lutley Sclater en 1859 bajo el nombre científico Synallaxis antisiensis; la localidad tipo es: «Cuenca, Azuay, Ecuador».

### Etimología
El nombre genérico femenino «Cranioleuca» se compone de las palabras del griego «κρανιον kranion»: cráneo, cabeza, y «λευκος leukos»: blanco, en referencia a la corona blanca de la especie tipo: Cranioleuca albiceps; y el nombre de la especie «antisiensis o antisianus», del latín moderno: de los Andes, andino.

### Taxonomía

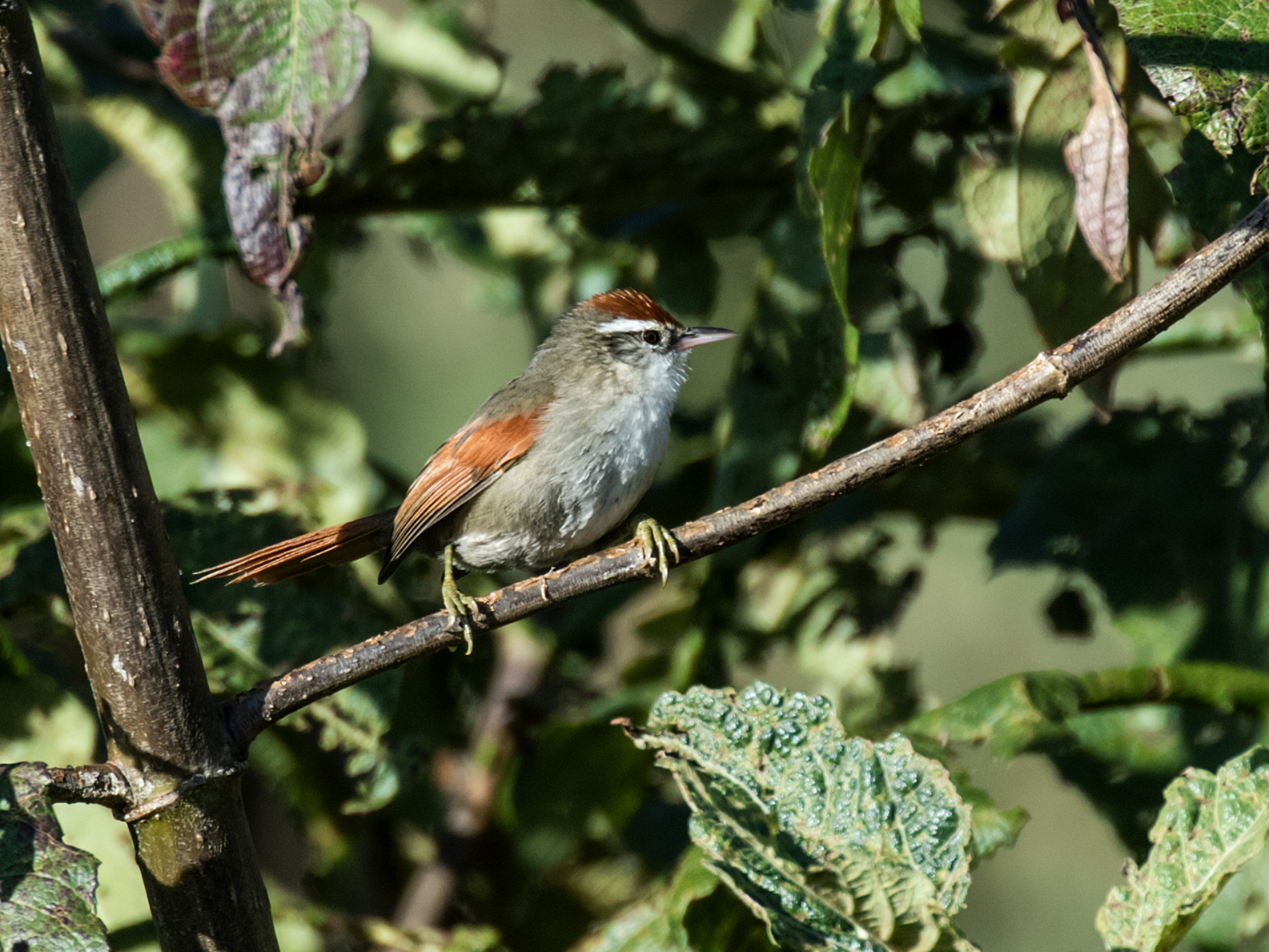
Cranioleuca antisiensis baroni, en Pampa del Toro, Cajamarca, Perú.

El grupo de subespecies C. antisiensis baroni, fue anteriormente tratado como especie separada de la presente: el curutié de Baron (Cranioleuca baroni), y también como conespecífica. Seeholzer & Brumfield (2017) demostraron que no existe una clara separación entre ambas y suministraron evidencias para tratarlas como conespecíficas. Con base en este estudio, el Comité de Clasificación de Sudamérica (SACC) aprobó, en la Propuesta n.º 762, el tratamiento como subespecie. A pesar de las evidencias, las clasificaciones Aves del Mundo (HBW) y BirdLife International (BLI) continúan a tratarla como especie plena.
Los datos filogenéticos recientes indican que la presente especie, incluyendo C. baroni, forma parte de un grupo con Cranioleuca curtata, y que este grupo está hermanado con C. erythrops.

### Subespecies
Según las clasificaciones del Congreso Ornitológico Internacional (IOC) y Clements Checklist/eBird v.2019 se reconocen cinco subespecies, con su correspondiente distribución geográfica:
- Grupo politípico antisiensis/palamblae:
  - Cranioleuca antisiensis antisiensis (P.L. Sclater, 1859) – Andes del suroeste de Ecuador (norte de Azuay, El Oro, Loja).
  - Cranioleuca antisiensis palamblae (Chapman, 1923) – Andes del norte de Perú(sur de Tumbes, Piura y Cajamarca hacia el sur hasta Lima).

- Grupo politípico baroni:
  - Cranioleuca antisiensis baroni (Salvin, 1895) – Andes del norte y centro de Perú (centro de Cajamarca y sur de Amazonas al sur hasta La Libertad, Áncash y suroeste de Huánuco).
  - Cranioleuca antisiensis capitalis J.T. Zimmer, 1924 – Andes del centro de Perú (este de Huánuco, Pasco).
  - Cranioleuca antisiensis zaratensis Koepcke, 1961 – Andes del centro oeste de Perú (Lima).